# Serrat de la Bòfia
|  | Per a altres significats, vegeu «Bòfia». |

El Serrat de la Bòfia és una serra situada al massís del Port del Comte. Pertany tot al municipi de la Coma i la Pedra (Solsonès). La seva elevació màxima és de 2.134,9 metres.
Orientada de SW a NW per la banda de ponent s'inicia al Portell de l'Ós mentre que pel costat de llevant la seva falda és més imprecisa, ja que baixa fins a les instal·lacions de l'estació d'esquí del Port del Comte.Al seu vessant nord hi neix el torrent de la Ginebrosa i al vessant sud, la rasa del Sucre i al nord del Portell de l'Ós hi ha la Bòfia del Port del Comte que li dona nom.